# Pallavolo paralimpica ai XVII Giochi paralimpici estivi - Torneo femminile
Il torneo femminile di pallavolo paralimpica ai XVII Giochi paralimpici estivi si è svolto dal 29 agosto al 7 settembre 2024 presso il Centro Esposizioni Paris-Nord Villepinte ed è stato vinto dagli Stati Uniti.

## Risultati

### Fase a gironi

#### Girone A
| Squadra     | Pt | G | V | P | SV | SP | Ratio | PF  | PS  | Ratio |
| ----------- | -- | - | - | - | -- | -- | ----- | --- | --- | ----- |
| Cina        | 9  | 3 | 3 | 0 | 9  | 1  | 9,000 | 247 | 147 | 1,680 |
| Stati Uniti | 6  | 3 | 2 | 1 | 7  | 3  | 2,333 | 237 | 167 | 1,419 |
| Italia      | 3  | 3 | 1 | 2 | 3  | 6  | 0,500 | 177 | 171 | 1,035 |
| Francia     | 0  | 3 | 0 | 3 | 0  | 9  | 0,000 | 49  | 225 | 0,218 |

| Parigi 30 agosto 2024, ore 12:00 UTC+1 | Stati Uniti                       | 1 – 3 (25-21, 20-25, 18-25, 24-26) referto | Cina | Centro Esposizioni Paris-Nord Villepinte (2 833 spett.)\| Arbitri: \| Slavisa Kuzmanovic Ayan Rakhmetov \| |
| Arbitri:                               | Slavisa Kuzmanovic Ayan Rakhmetov |                                            |      | |

| Parigi 30 agosto 2024, ore 20:00 UTC+1 | Francia                              | 0 – 3 (9-25, 6-25, 6-25) referto | Italia | Centro Esposizioni Paris-Nord Villepinte (3 752 spett.)\| Arbitri: \| Marie-Claude Richer Khalid Shanishah \| |
| Arbitri:                               | Marie-Claude Richer Khalid Shanishah |                                  |        | |

| Parigi 1 settembre 2024, ore 14:00 UTC+1 | Italia                              | 0 – 3 (15-25, 16-25, 12-25) referto | Cina | Centro Esposizioni Paris-Nord Villepinte (3 860 spett.)\| Arbitri: \| Andre Ferreira Calado Spela Plesnik \| |
| Arbitri:                                 | Andre Ferreira Calado Spela Plesnik |                                     |      | |

| Parigi 1 settembre 2024, ore 20:00 UTC+1 | Francia                       | 0 – 3 (5-25, 1-25, 5-25) referto | Stati Uniti | Centro Esposizioni Paris-Nord Villepinte (3 874 spett.)\| Arbitri: \| Mahdi Navidino Neal Konowalyk \| |
| Arbitri:                                 | Mahdi Navidino Neal Konowalyk |                                  |             | |

| Parigi 3 settembre 2024, ore 14:00 UTC+1 | Stati Uniti                       | 3 – 0 (25-21, 25-23, 25-15) referto | Italia | Centro Esposizioni Paris-Nord Villepinte (2 275 spett.)\| Arbitri: \| Spela Plesnik Marie-Claude Richer \| |
| Arbitri:                                 | Spela Plesnik Marie-Claude Richer |                                     |        | |

| Parigi 3 settembre 2024, ore 20:00 UTC+1 | Cina                           | 3 – 0 (25-7, 25-5, 25-5) referto | Francia | Centro Esposizioni Paris-Nord Villepinte (2 377 spett.)\| Arbitri: \| Mahdi Navidino Krisztina Arpas \| |
| Arbitri:                                 | Mahdi Navidino Krisztina Arpas |                                  |         | |

#### Girone B
| Squadra  | Pt | G | V | P | SV | SP | Ratio | PF  | PS  | Ratio |
| -------- | -- | - | - | - | -- | -- | ----- | --- | --- | ----- |
| Brasile  | 9  | 3 | 3 | 0 | 9  | 1  | 9,000 | 248 | 162 | 1,531 |
| Canada   | 6  | 3 | 2 | 1 | 7  | 3  | 2,333 | 235 | 186 | 1,263 |
| Slovenia | 3  | 3 | 1 | 2 | 3  | 7  | 0,429 | 189 | 230 | 0,822 |
| Ruanda   | 0  | 3 | 0 | 3 | 1  | 9  | 0,111 | 154 | 248 | 0,621 |

| Parigi 29 agosto 2024, ore 12:00 UTC+1 | Brasile                       | 3 – 0 (25-13, 25-10, 25-7) referto | Ruanda | Centro Esposizioni Paris-Nord Villepinte (3 306 spett.)\| Arbitri: \| Krisztina Arpas Spela Plesnik \| |
| Arbitri:                               | Krisztina Arpas Spela Plesnik |                                    |        | |

| Parigi 29 agosto 2024, ore 18:00 UTC+1 | Canada                        | 3 – 0 (25-11, 25-21, 25-12) referto | Slovenia | Centro Esposizioni Paris-Nord Villepinte (4 072 spett.)\| Arbitri: \| Benno Meijer Philippe Dauchel \| |
| Arbitri:                               | Benno Meijer Philippe Dauchel |                                     |          | |

| Parigi 31 agosto 2024, ore 12:00 UTC+1 | Slovenia                        | 3 – 1 (25-19, 23-25, 25-14, 25-22) referto | Ruanda | Centro Esposizioni Paris-Nord Villepinte (3 851 spett.)\| Arbitri: \| Philippe Dauchel Ayan Rakhmetov \| |
| Arbitri:                               | Philippe Dauchel Ayan Rakhmetov |                                            |        | |

| Parigi 31 agosto 2024, ore 20:00 UTC+1 | Canada                         | 1 – 3 (20-25, 21-25, 25-23, 19-25) referto | Brasile | Centro Esposizioni Paris-Nord Villepinte (3 872 spett.)\| Arbitri: \| Mirza Basic Slavisa Kuzmanovic \| |
| Arbitri:                               | Mirza Basic Slavisa Kuzmanovic |                                            |         | |

| Parigi 2 settembre 2024, ore 14:00 UTC+1 | Brasile                      | 3 – 0 (25-14, 25-18, 25-15) referto | Slovenia | Centro Esposizioni Paris-Nord Villepinte (1 835 spett.)\| Arbitri: \| Benno Meijer Amina Elsergany \| |
| Arbitri:                                 | Benno Meijer Amina Elsergany |                                     |          | |

| Parigi 2 settembre 2024, ore 18:00 UTC+1 | Ruanda                              | 0 – 3 (14-25, 17-25, 13-25) referto | Canada | Centro Esposizioni Paris-Nord Villepinte (2 338 spett.)\| Arbitri: \| Slavisa Kuzmanovic Philippe Dauchel \| |
| Arbitri:                                 | Slavisa Kuzmanovic Philippe Dauchel |                                     |        | |

### Fase a eliminazione diretta
|  | Semifinali | Semifinali  | Semifinali  |             |      | Finale medaglia d'oro     | Finale medaglia d'oro     | Finale medaglia d'oro     |  |
|  |            |             |             |             |      |                           |                           |                           |  |
|  | A1         | Cina        | 3           |             |      |                           |                           |                           |  |
|  | A1         | Cina        | 3           |             |      |                           |                           |                           |  |
|  | B2         | Canada      | 0           |             |      |                           |                           |                           |  |
|  | B2         | Canada      | 0           |             | Cina | Cina                      | 1                         |                           |  |
|  |            |             |             |             | Cina | Cina                      | 1                         |                           |  |
|  |            |             | Stati Uniti | Stati Uniti | 3    |                           |                           |                           |  |
|  | B1         | Brasile     | Stati Uniti | Stati Uniti | 3    | 1                         |                           |                           |  |
|  | B1         | Brasile     |             |             |      | 1                         |                           |                           |  |
|  | A2         | Stati Uniti | 3           |             |      | Finale medaglia di bronzo | Finale medaglia di bronzo | Finale medaglia di bronzo |  |
|  | A2         | Stati Uniti | 3           |             |      |                           |                           |                           |  |
|  |            |             |             |             |      |                           |                           |                           |  |
|  |            |             |             |             |      | Canada                    | Canada                    | 3                         |  |
|  |            |             |             |             |      | Canada                    | Canada                    | 3                         |  |
|  |            |             |             |             |      | Brasile                   | Brasile                   | 0                         |  |

#### Semifinali
| Parigi 5 settembre 2024, ore 18:00 UTC+1 | Brasile                             | 1 – 3 (22-25, 25-22, 14-25, 15-25) referto | Stati Uniti | Centro Esposizioni Paris-Nord Villepinte (2 575 spett.)\| Arbitri: \| Slavisa Kuzmanovic Philippe Dauchel \| |
| Arbitri:                                 | Slavisa Kuzmanovic Philippe Dauchel |                                            |             | |

| Parigi 5 settembre 2024, ore 20:30 UTC+1 | Cina                          | 3 – 0 (25-16, 25-22, 25-18) referto | Canada | Centro Esposizioni Paris-Nord Villepinte (2 575 spett.)\| Arbitri: \| Krisztina Arpas Spela Plesnik \| |
| Arbitri:                                 | Krisztina Arpas Spela Plesnik |                                     |        | |

#### Finale medaglia di bronzo
| Parigi 7 settembre 2024, ore 15:00 UTC+1 | Canada                     | 3 – 0 (25-15, 25-18, 25-18) referto | Brasile | Centro Esposizioni Paris-Nord Villepinte (4 054 spett.)\| Arbitri: \| Mirza Basic Ayan Rakhmetov \| |
| Arbitri:                                 | Mirza Basic Ayan Rakhmetov |                                     |         | |

#### Finale medaglia d'oro
| Parigi 7 settembre 2024, ore 19:30 UTC+1 | Cina                                | 1 – 3 (21-25, 25-23, 20-25, 22-25) referto | Stati Uniti | Centro Esposizioni Paris-Nord Villepinte (4 089 spett.)\| Arbitri: \| Marie-Claude Richer Krisztina Arpas \| |
| Arbitri:                                 | Marie-Claude Richer Krisztina Arpas |                                            |             | |

### Incontri per i piazzamenti finali

#### 7º/8º posto
| Parigi 4 settembre 2024, ore 14:00 UTC+1 | Francia                             | 0 – 3 (9-25, 8-25, 11-25) referto | Ruanda | Centro Esposizioni Paris-Nord Villepinte (2 583 spett.)\| Arbitri: \| Amina Elsergany Marie-Claude Richer \| |
| Arbitri:                                 | Amina Elsergany Marie-Claude Richer |                                   |        | |

#### 5º/6º posto
| Parigi 4 settembre 2024, ore 18:00 UTC+1 | Italia                           | 3 – 0 (25-19, 25-13, 25-19) referto | Slovenia | Centro Esposizioni Paris-Nord Villepinte (1 570 spett.)\| Arbitri: \| Khalid Shanishah Krisztina Arpas \| |
| Arbitri:                                 | Khalid Shanishah Krisztina Arpas |                                     |          | |

## Classifica
| Posizione | Squadra     |
| --------- | ----------- |
| 1         | Stati Uniti |
| 2         | Cina        |
| 3         | Canada      |
| 4         | Brasile     |
| 5         | Italia      |
| 6         | Slovenia    |
| 7         | Ruanda      |
| 8         | Francia     |